# Міч-Нагар (Грама Ніладхарі)
Грама Ніладхарі Міч-Нагар (№ 193B) — Грама Ніладхарі підрозділу ОС Еравур-Патту, округ Баттікалоа, Східна провінція, Шрі-Ланка.

## Демографія
| Населення (2007) | Населення (2007) | Населення (2007) | Населення (2007) | Населення (2007) |
| Населення        | Чоловіки         | Жінки            | Діти             | Дорослі          |
| ---------------- | ---------------- | ---------------- | ---------------- | ---------------- |
| 5011             | 2532             | 2479             | 2147             | 2864             |